# Giorgio Morbiato
Giorgio Morbiato (Padova, 30 luglio 1948) è un ex ciclista su strada e pistard italiano.
Tra i dilettanti fu medaglia di bronzo nell'inseguimento a squadre ai Giochi di Città del Messico 1968 e due volte campione del mondo nell'inseguimento a squadre. Fu poi professionista dal 1972 al 1974.

## Palmarès

### Pista
- 1968 (Dilettanti)

Campionati del mondo, Inseguimento a squadre (Montevideo, con Lorenzo Bosisio, Cipriano Chemello e Luigi Roncaglia)
- 1969 (Dilettanti)

Campionati italiani, Inseguimento individuale Dilettanti
- 1970 (Dilettanti)

Campionati italiani, Inseguimento individuale Dilettanti
- 1971 (Dilettanti)

Campionati del mondo, Inseguimento a squadre (Varese, con Pietro Algeri, Giacomo Bazzan e Luciano Borgognoni)
- 1974

Sei giorni di Delhi (con Alberto Della Torre)

### Strada
- 1971 (Dilettanti)[1]

Trofeo Gino Visentini
2ª tappa Giro d'Italia dilettanti (Bellaria > Misano Adriatico)

## Piazzamenti

### Grandi Giri
- Giro d'Italia

1973: ritirato

### Competizioni mondiali
- Campionati del mondo su pista

Montevideo 1968 - Inseguimento a squadre: vincitore
Brno 1969 - Inseguimento a squadre: 2º
Varese 1971 - Inseguimento a squadre: vincitore
- Giochi olimpici

Città del Messico 1968 - Inseguimento a squadre: 3º
Monaco di Baviera 1972 - Inseguimento a squadre: 9º